# Пруцаков Іван Олексійович
Іван Олексійович Пруцаков (1929—1990) — радянський працівник вугільної промисловості, Герой Соціалістичної Праці.
Був першим у тресті «Гуковвугілля» Героєм Соціалістичної Праці.

## Біографія
Народився 19 грудня 1929 року.
Після закінчення школи ФЗН, прийшов на шахту № 3, де незабаром очолив наскрізну комплексну бригаду. За його ініціативою на шахті розгорнувся рух за циклічну організацію праці. Працюючиза циклічним графіком, бригада в 1956 році видала понад план 12 тис. тонн вугілля.
Займався громадською діяльністю. Обирався депутатом Верховної Ради РРФСР 5-го (1959-1963) і 6-го (1963-1967) скликань, брав участь у роботі комісії з промисловості і транспорту Верховної Ради. Був членом КПРС, брав участь у роботі XXII з'їзду КПРС.
Помер 17 травня 1990 року.

## Нагороди
- Указом Президії Верховної Ради СРСР від 26 квітня 1957 року — за видатні успіхи у праці з видобутку вугілля в роки 5-ї п'ятирічки, бригадирові наваловідбійників шахти № 3 тресту «Гуковвугілля», Івану Пруцакову присвоєно звання Героя Соціалістичної Праці з врученням ордена Леніна і золотої медалі «Серп і Молот».
- Також нагороджений медалями «За трудову відзнаку» і «За трудову доблесть».